# Учитель фехтования (роман Переса-Реверте)
«Учи́тель фехтова́ния» (исп. El maestro de esgrima) — интеллектуальный триллер Артуро Переса-Реверте, опубликованный в 1988 году. Действие отнесено к временам «славной революции» в Испании 1868 года, в центре событий которой оказывается главный герой — выдающийся фехтовальщик.

## Сюжет
Роман включает восемь глав, названных терминами фехтования («Двойная ложная атака», «Сильный батман», и т. д.). Время действия — 1866 год, предреволюционная Испания. Изложение ведётся от третьего лица, однако в центре повествования неизменно оказывается протагонист — дон Хайме Астарлоа.
Дон Хайме — благородный кабальеро, который живёт в Мадриде, перебиваясь уроками фехтования богатым клиентам. Он не приемлет окружающего его мира, и почти полностью ушёл в составление «Трактата об искусстве фехтования», а особенно — поиску «мастерского укола», абсолютного удара, который должен увенчать всю его систему. Его не интересует политика, но он регулярно общается с компанией из кафе «Progreso», которая бесконечно рассуждает о политике. Здесь постоянно ссорятся либерал-журналист Карселес и консерватор дон Лукас. Здесь же находится учитель фехтования Ромеро, который берёт даже учениц, чего категорически не приемлет дон Хайме, который утверждает, что фехтование — сугубо мужское занятие. Со своими учениками дон Астарлоа не скрывает презрения по адресу огнестрельного оружия, и с горечью говорит, что когда умрёт последний мастер клинка, вместе с ним из мира уйдёт «всё благородное и святое». Далее ему приносят записку от некой доньи Аделы де Отеро; она не соответствует представлениям дона Хайме о женщинах и предлагает целых 200 эскудо за секретный приём мастерского укола. Несмотря на нежелание, донья Адела показывает себя достойной мастерства фехтовалищика, и дон Хайме берётся её учить. Когда мастер познакомил свою ученицу с маркизом де Айалой — высокопоставленным министром и учеником фехтования, Адела благодарит дона Хайме за оказанные услуги и отказывается общаться впредь. Через несколько дней Астарлоа видит Аделу с незнакомцем, а маркиз вручает своему другу и спарринг-партнёру некий конверт на сохранение. Далее начинается революция, события которой дом Хайме, кажется, не замечает. Маркиз де Айала найден мёртвым в собственном доме, из-за чего дона Хайме допрашивают жандармы. Астарлоа сообщает, что маркиз убит ударом шпаги в горло — тем самым приёмом, которому обучал Аделу де Отеро, а следователь утверждает, что дама исчезла. Дон Хайме, уже находясь дома, приходит к выводу, что причиной убийства стал запечатанный конверт, доверенный ему. Не в силах разобраться с бумагами, Астарлоа рискнул обратиться к Карселесу. Вскоре дона Хайме вызывают в полицию и демонстрируют изуродованный женский труп, который он принимает за Аделу, ибо на пальце надето её кольцо. Астарлоа решает мстить за донью Аделу (пусть она появилась в его жизни слишком поздно), и отправляется домой к Карселесу, где обнаруживает, что он сильно изранен в результате пыток, и в результате умирает в больнице. На дона совершают нападение двое, но он ломает нос одному и наносит два удара шпагой-тростью другому. Полиция предупреждает Астарлоа, что он должен быть наготове, и дон Хайме отказывается покидать Мадрид. Наконец, в его доме появляется живая и невредимая Адела, которая тесно связана с заговором, и обронила одно из писем из конверта, которые читал покойный Карселес. Отеро пытается соблазнить дона Хайме, а когда поняла, что её чары не действуют, набрасывается на наставника со шпагой. Он, не ожидая нападения, может парировать её удары лишь учебной рапирой. Несмотря на ранение в бок, дон Хайме побеждает Аделу абсолютным уколом, который впервые удался ему.

## История создания
«Учитель фехтования» относится к раннему периоду творчества писателя и в 1988 году стал первым романом Переса-Реверте, опубликованным в Испании, хотя написан был вторым. На английском языке текст вышел уже после «Фламандской доски», «Клуба Дюма» и «Севильского причастия». Роман посвящён дочери писателя — Карлоте — и «Рыцарю жёлтого дублета» — персонажу пьесы, которая была написана и поставлена членами семьи писателя в далёком детстве.
В содержательном отношении роман построен на реалиях, которые сам А. Перес-Реверте изучил досконально. Прототипом дона Хайме послужил дед писателя, который воспитывал внука как «настоящего дона» («гордость — это защита против одиночества») и из всех видов спорта признавал одно только фехтование. «Это не оставило следа в моей жизни, но оставило определённый след в моей памяти». В одном из интервью Переса-Реверте подчёркивалось, что фехтование тесно связано со строгим кодексом морали, поэтому он поставил в центр своего повествования проблему, «как остаться честным человеком в нечестивом мире». От деда Артуро Перес-Реверте унаследовал библиотеку в 8000 томов, значительно расширив её впоследствии. О писании литературных текстов бывший военный журналист Перес-Реверте говорил, что главной задачей литератора является «эффективность», в то время как огромное количество романов, в сущности, «написаны о невозможности написания романа». При этом произведение должно являться одновременно развлекательным и интеллектуальным: текст является своего рода минным полем, на котором автор размещает изобретаемые им «ловушки, трюки и ложные подсказки для читателя». В ещё одном интервью писатель называл «Учителя фехтования» лучшим из всего, что он написал, а относительно его героя заметил, что в своём журналистском прошлом выступал в роли капитана Алатристе, но, когда выйдет на покой, хотел бы стать таким, как дон Хайме.

## Критическое восприятие
Английский перевод Маргарет Джулл Коста 1999 года был тепло встречен рецензентами. Писатель и критик Уолтер Саттертуэйт отметил, что Перес-Реверте игнорирует границы криминального повествования, пусть сами по себе эти границы являются всего лишь плодом воображения. Тем не менее, роман может оказаться сложным для неподготовленного читателя: контекст романа коренится в испанской политике XIX века. Впрочем, главный герой дон Хайме почти так же невежественен в тематике споров, которые разворачивают его друзья, как и «большинство современных американских читателей». Саттертуйэт высоко оценил повествование: вместо традиционной для детектива (пусть и исторического) «хитроумной головоломки», Перес-Реверте обращает внимание своего читателя к тонким размышлениям о тайнах судьбы и человеческого выбора. С технической точки зрения роман очень интересен, так как писатель разбирается в фехтовании («и дуэли такие же лихие, как в „Маске Зорро“»). В журнале Kirkus Reviews подчёркивалось, что дон Хайме Астарлоа помещён своим автором в центр многослойной цепи интриг, хотя изложение названо «довольно скучным и одновременно напыщенным». Контрапунктом повествования выступают споры приятелей дона Хайме в Cafe Progreso: название этого заведения создаёт иронический контекст для консервативных взглядов главного героя. Если литературные достоинства текста и уступают лучшим работам Переса-Реверте, то роман заслуживает чтения хотя бы как описание «яркой незнакомой культуры» или род «высокого, изысканного развлечения». Уже в 2020 году Энн Рональд (Университет Невады в Рино) недоумевала, почему роман не получил литературных наград, и отмечала, что он и спустя треть века после публикации достоин прочтения и перечитывания. Главной аудиторией названы люди, «которые способны насладиться описанием скрещения клинков и неуловимого духа упадка классических представлений о чести». Обозреватель Бев Винсент заметил, что в мире дона Хайме нет места для женщин, но даже этому твердокаменному консерватору пришлось дрогнуть под напором доньи Аделы де Отеро и очутиться в мире политических интриг, в котором у него нет опыта выживания. «Смущение, которое может овладеть читателем от незнакомых имён и событий испанской истории XIX века, разделяет и дон Хайме». Каждый из опубликованных по-английски романов Переса-Реверте основан на какой-либо интеллектуальной игре, которая служит завязкой сюжета и способом решения авторской головоломки. Во «Фламандской доске» организующим началом служила шахматная игра, в «Клубе Дюма» — библиотека и сюжет о трёх мушкетёрах, сюжет «Учителя фехтования» напоминает «фехтовальный поединок с выпадами, парированиями, контратаками и новыми выпадами». Собственно цель, обуревающая противников дона Хайме, может показаться читателям неясной и даже неважной, «но то же самое можно сказать и о многих лучших фильмах Хичкока».
Квалифицированные читатели склонны положительно оценивать роман, неоднократно высказывая мнение, что дон Хайме впоследствии стал прототипом сквозного персонажа цикла о капитане Алатристе.

## Экранизация
В 1992 году режиссёром Педро Олеа на основе романа был снят одноимённый фильм, который был номинирован на премию «Гойя» в восьми категориях, из которых победил в трёх.